# Ashley Park
Ashley Jini Park (Glendale, Califòrnia, 6 de juny de 1991) és una actriu, ballarina i cantant estatunidenca.
Tot i que debutà a Broadway el 2014 com a membre del repartiment de la comèdia musical Mamma Mia!, va reeixir sobretot arran de la seva interpretació de Tuptim a la versió del 2015 de The King and I a Broadway. Saltà a la fama el 2020 gràcies al rol de Mindy Chen a la sèrie de Netflix, Emily in Paris. També ha actuat a la sèrie Girls5eva.